# Peunun peuda
A Peunun peuda (hangul: 배우는 배우다, RR: Baeuneun Baeuda; „A színész az színész”), angol címén Rough Play, 2013-ban bemutatott dél-koreai filmdráma, melyet Sin Jonsik (Shin yeon-shik) rendezett, a forgatókönyvet Kim Gidok (Kim Ki-duk) írta, a főszerepben az MBLAQ együttes tagja, I Dzsun (Lee Joon) látható.
A Puszani Nemzetközi Filmfesztiválon debütált 2013. október 4-én.

## Történet
O Jong (오영, Oh Young) feltörekvő fiatal színész, aki minden erejét felhasználja a szerepeihez, teljesen beleéli magát, sokszor annyira, hogy akár fizikailag is bántalmazza a partnernőit az erőszakos jelenetekben. Tehetségére felfigyel egy ügynök és szerepet kap egy filmben, ami meghozza számára a várva várt sikert és népszerűséget. Csakhogy O Jong (Oh Young) nárcisztikus személyisége és a hírnév okozta egyre növekvő egója elsöpri a férfit, egyre mélyebbre süllyed, szinte megőrül.

## Szereplők

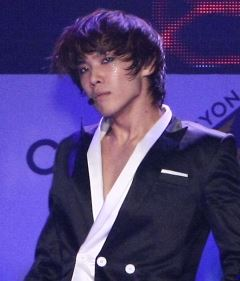
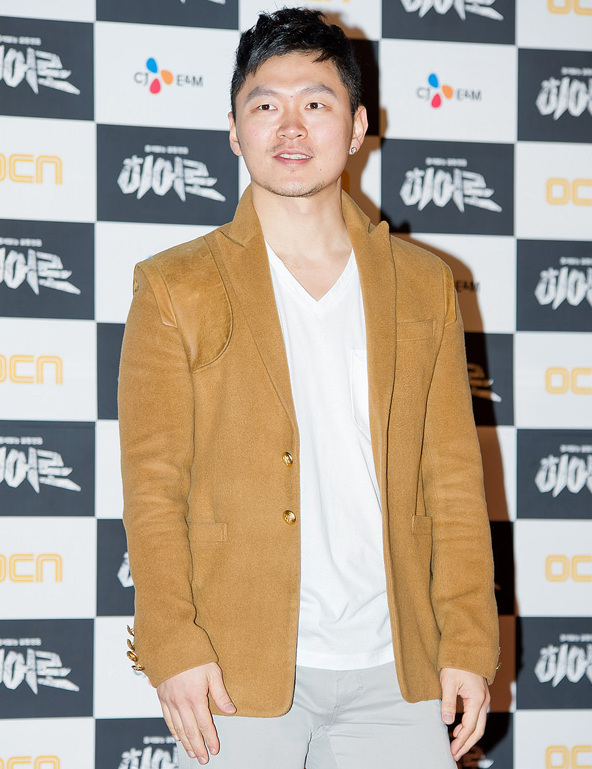
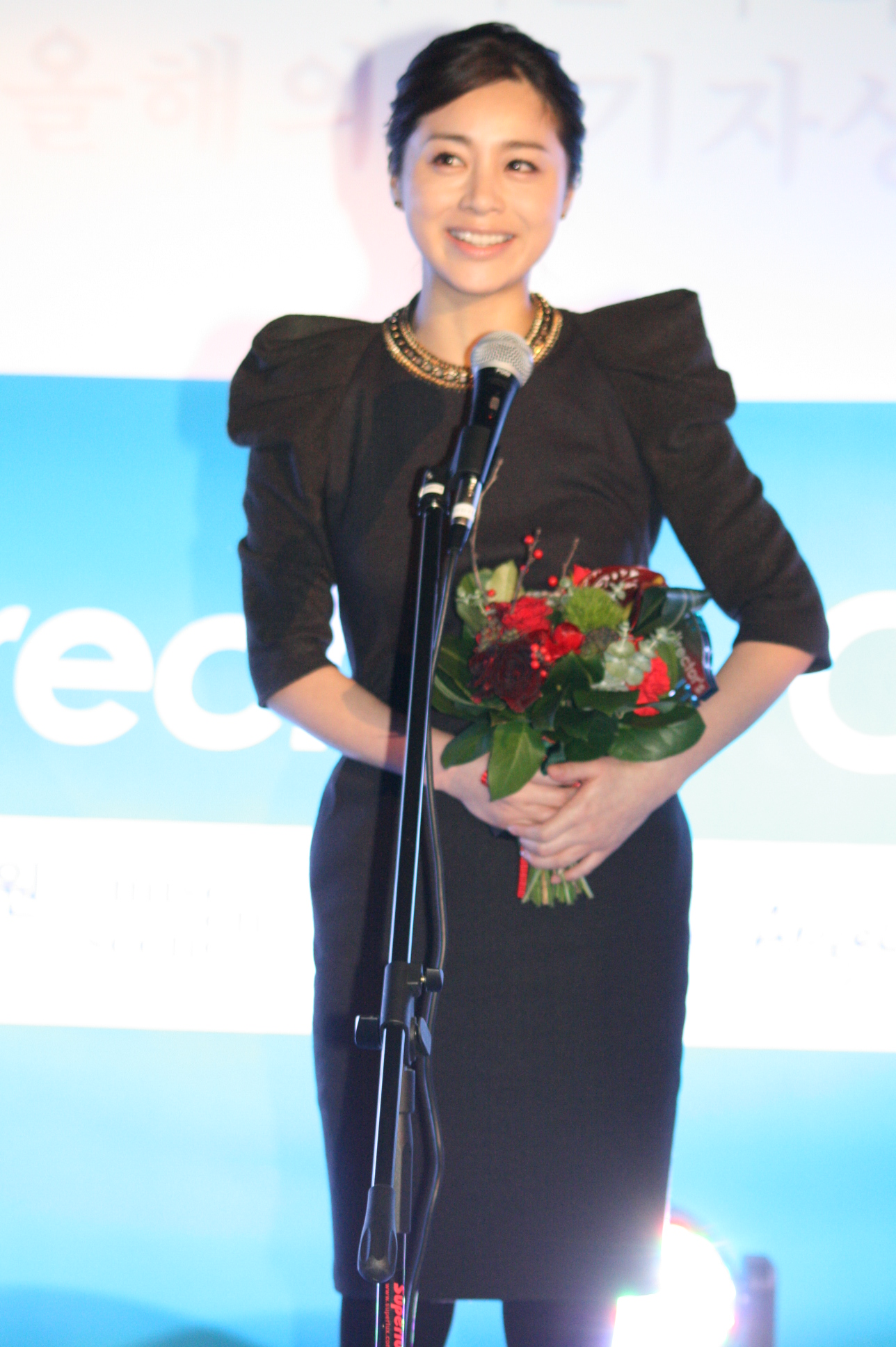
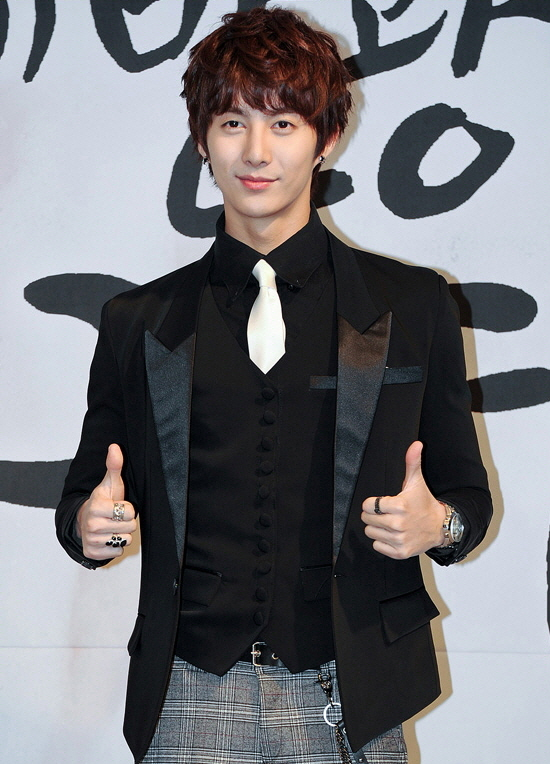

- I Dzsun (이준, Lee Joon)
- Jang Donggun (양동근, Yang Dong-geun)
- Szo Jonghi (서영희, Seo Young-hee)
- Kim Hjongdzsun (김형준, Kim Hyung-jun)